# Valle de Santiago
Valle de Santiago (en purépecha : Kamembarhu, « lieu de l'escroquerie ») est une municipalité libre appartenant à l'État de Guanajuato, au Mexique.